# Clystea ocina
Clystea ocina är en fjärilsart som beskrevs av Druce 1883. Clystea ocina ingår i släktet Clystea och familjen björnspinnare. Inga underarter finns listade i Catalogue of Life.